# Grigorij Grigor'evič Mjasoedov
Grigorij Grigor'evič Mjasoedov in russo Григо́рий Григо́рьевич Мясое́дов? (Pankovo, 19 aprile 1834 – Poltava, 31 dicembre 1911) è stato un pittore russo, tra i più rappresentativi del realismo russo della seconda metà dell'Ottocento.

## Biografia
Grigorij Mjasoedov non terminò gli studi ed entrò direttamente all'Accademia russa di belle arti, dove fu allievo di Carl Timoleon von Neff e di Alexis Markov. Ricevette una borsa di studio per visitare l'Europa e dipinse a Parigi, Firenze, Roma ed in Spagna. Verso la fine degli anni ottanta dell'Ottocento si trasferisce a Poltava, dove realizza schizzi di sipari e scenografie teatrali ed organizza una scuola di disegno. Morì nel 1911 ed è sepolto nel parco di sua proprietà.

## Opere

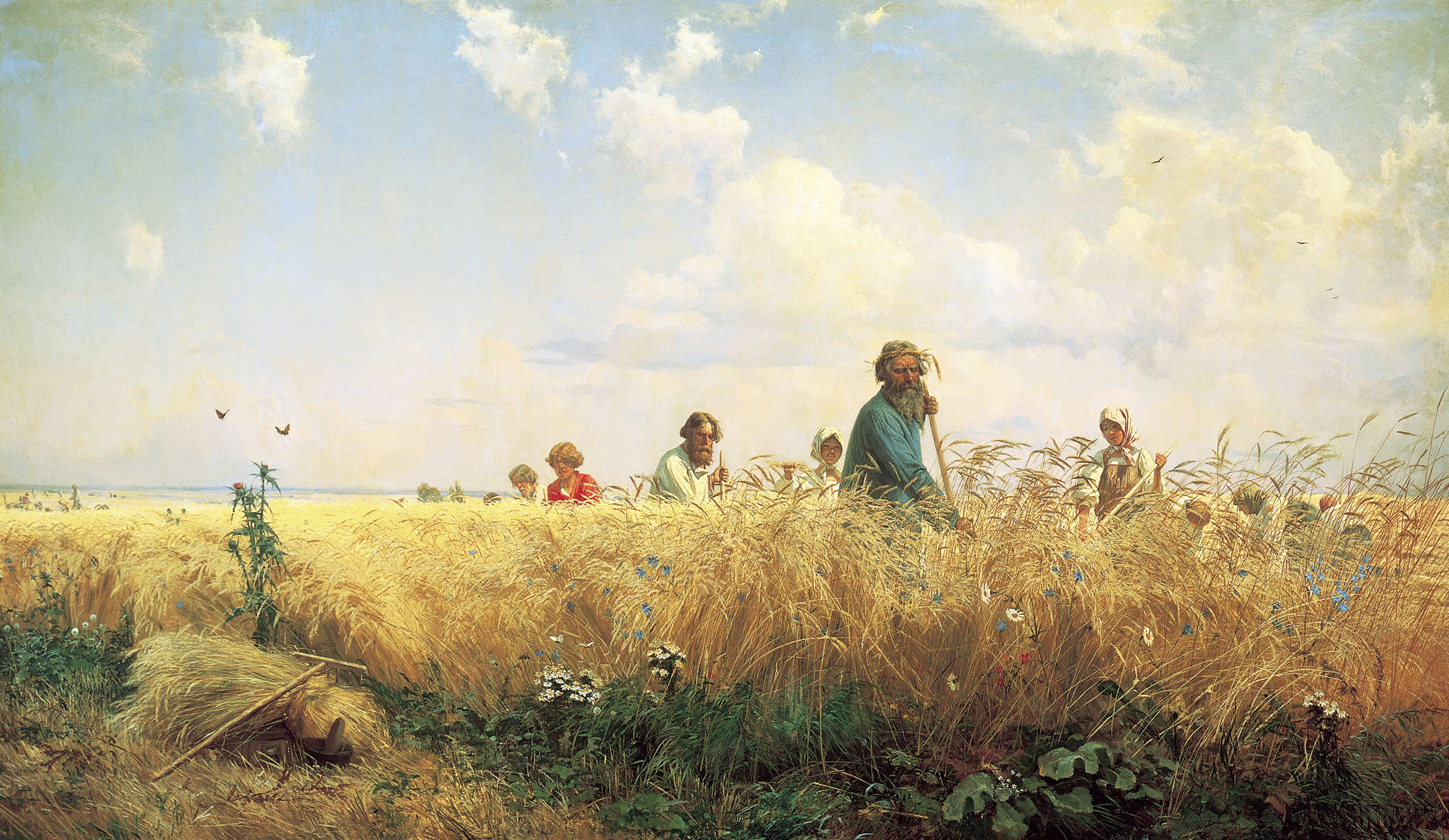
Mietitura 1887

Mjasoedov ha realizzato diversi quadri con paesaggi pittoreschi, specialmente in Crimea. L'imperatore Alessandro III acquistò una sua tela (Mietitura) nel 1887. Si tratta di una composizione a cui il pittore era affezionato e che rappresenta il mondo contadino al lavoro sotto il calore del sole estivo. Accanto ai paesaggi, realizzò opere in cui afferma le sue convinzioni politiche e sociali, fu anche un ritrattista e dipinse soggetti religiosi.